# Alvimia gracilis
Alvimia gracilis là một loài thực vật có hoa trong họ Hòa thảo. Loài này được Soderstr. & Londoño mô tả khoa học đầu tiên năm 1988.